# Ludwig Siebert
Ludwig Siebert (25 settembre 1939 – Ohlstadt, 9 dicembre 2016) è stato un bobbista tedesco.

## Biografia
Viene ricordato come vincitore di una medaglia d'oro nella sua disciplina, vittoria ottenuta ai campionati mondiali del 1962 (edizione tenutasi a Garmisch-Partenkirchen, Germania) insieme ai suoi connazionali Franz Schelle, Josef Sterff e Otto Göbl
Vinse un altro oro ai campionati mondiali del 1966 a Cortina d'Ampezzo sempre nel bob a quattro: la medaglia fu assegnata a seguito di un incidente che uccise il suo compagno Toni Pensperger durante la gara a quattro, che in seguito fu annullata. Pensperger è stato premiato postumo con la medaglia d'oro, mentre anche Siebert e i suoi compagni di squadra sopravvissuti Helmut Werzer e Roland Ebert hanno ricevuto la medaglia d'oro. 
Siebert finì quinto anche nella gara a quattro alle Olimpiadi invernali di Innsbruck 1964.